# 静岡県庁舎

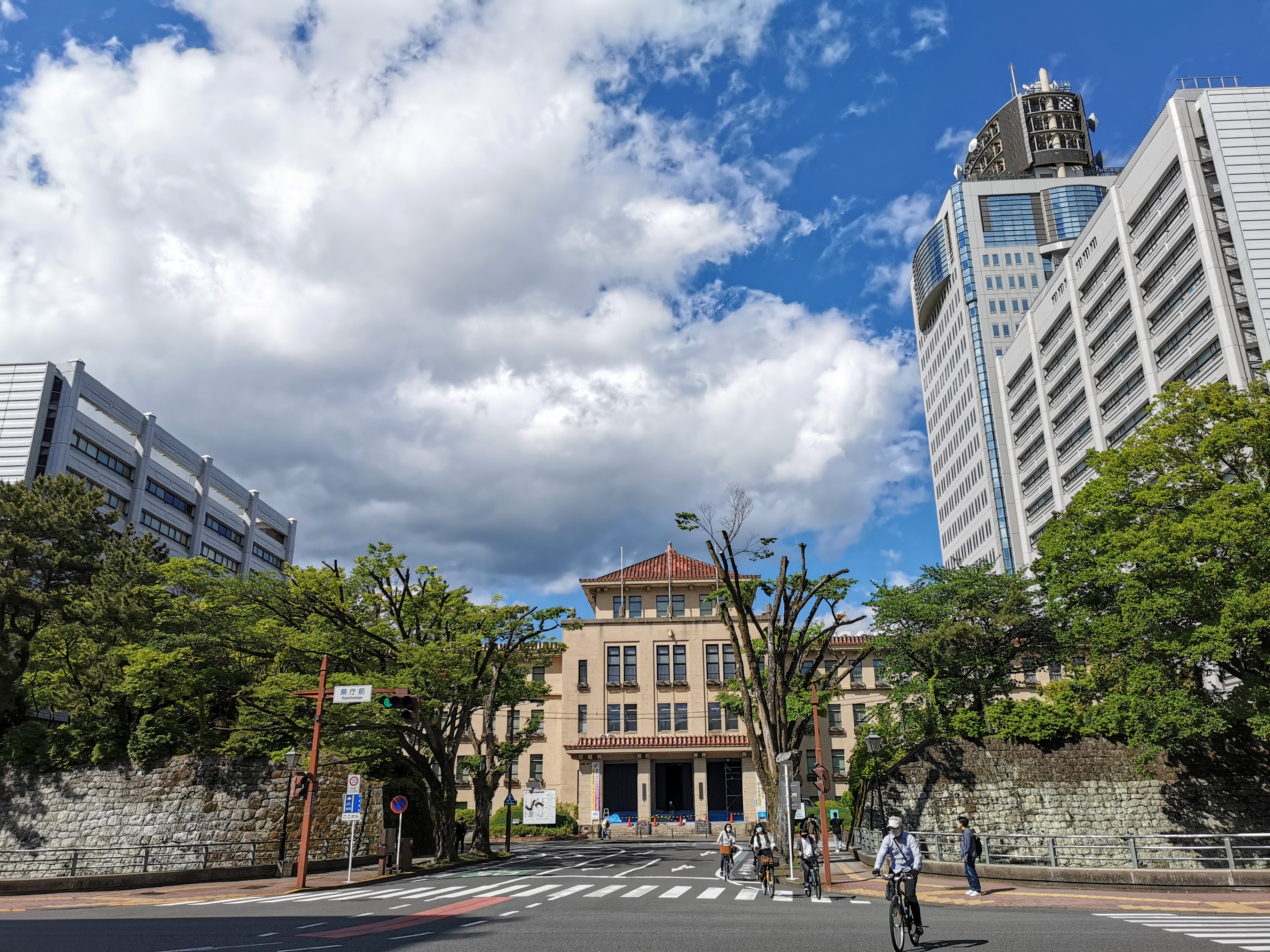
静岡県庁

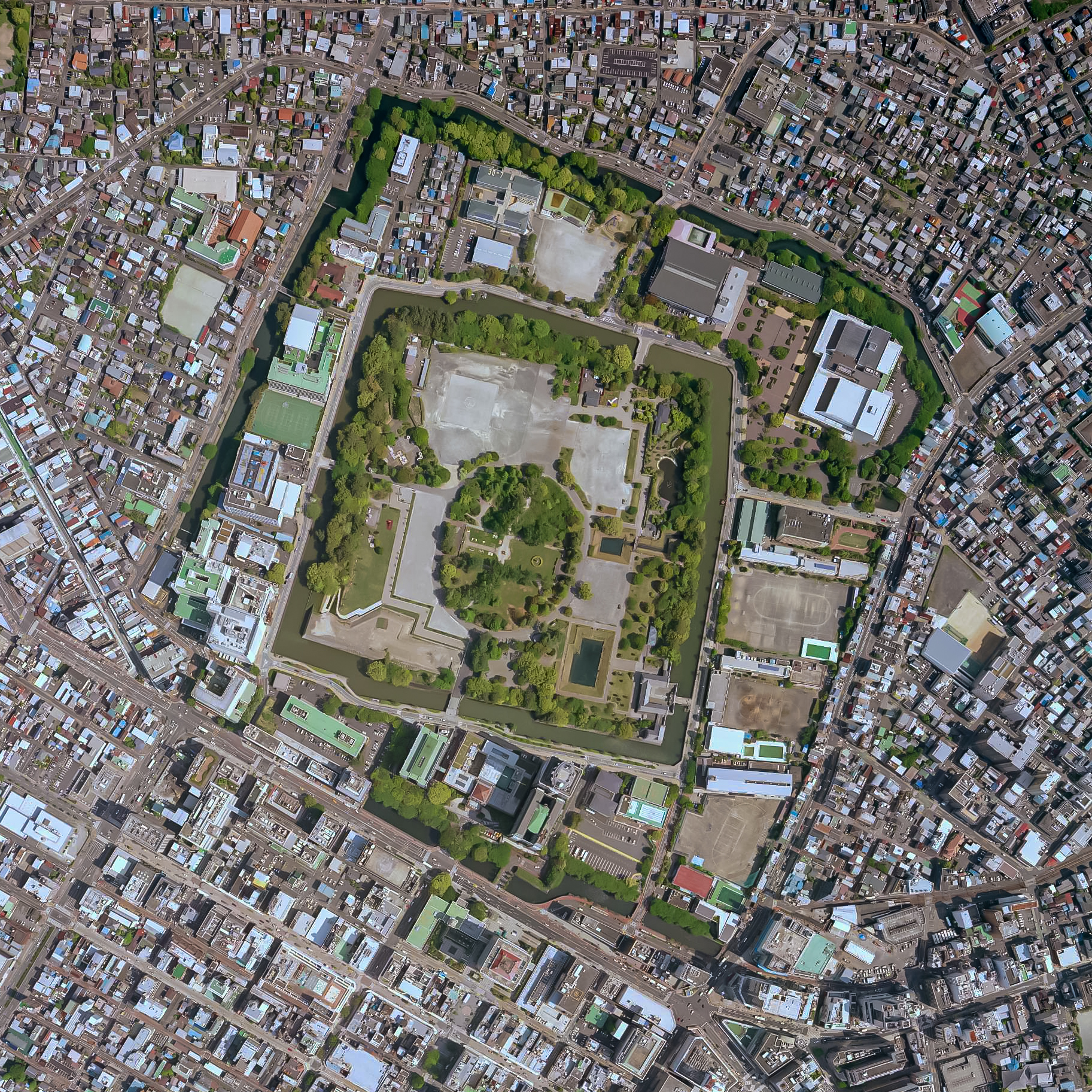
静岡県庁舎の航空写真（2009年撮影）。

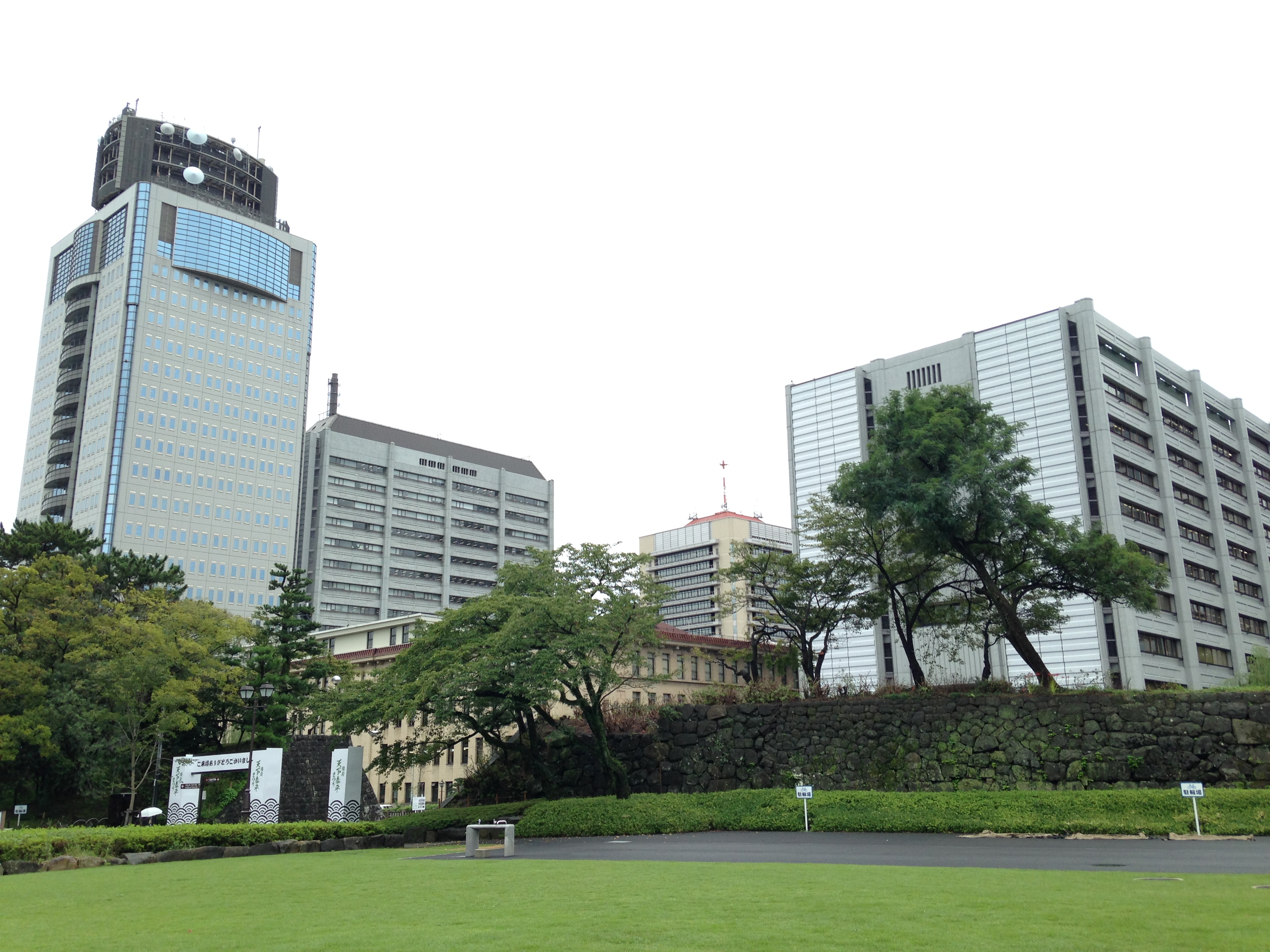
左端が別館、隣が東館、その手前の低い建物が本館。右端が西館、その斜め奥は静岡市役所静岡庁舎新館である。

静岡県庁舎（しずおかけんちょうしゃ）は、静岡県静岡市葵区追手町に位置する、静岡県の行政機関が入居する建物である。

## 概要

### 本館
登録有形文化財。1937年完成。地上5階建てで、3階に議場がある。1934年の懸賞設計当選案（泰井武案）に基づき、静岡市庁舎本館の設計者である中村與資平が実施設計。コンクリート造りのビルに瓦屋根を載せた帝冠様式とよばれる和洋折衷の建築物で、上から見ると日の形になっている。

### 東館
地上16階建てで、1970年5月完成、1988年7月に耐震補強及び外装改修工事を実施し、今に至る。文化・観光部等が入居する。最上階の16階に食堂・喫茶、15階に託児所、2階に県民サービスセンター・案内所、県民ラウンジや喫茶ぴあ〜がある。喫茶ぴあ〜は社会福祉法人明光会が運営する障害を持つ人が働く喫茶コーナーで、授産製品展示販売コーナーを併設している。

### 西館
地上10階地下1階建てで、教育委員会等が入居する。4階にコンビニが入り、2階にスルガ銀行県庁支店・キャッシュコーナーがある。

### 別館
静岡県庁別館は地上21階(エレベーターだと22階までボタン有り)地下2階建てで、地上部鉄骨造、地下部鉄筋コンクリート造である。高さはアンテナまで含め110メートルほど。県危機管理部、危機管理センターや警察本部、通信指令本部などが入居するこの別館は、東海地震発生時に政府・自衛隊・警察・消防・県内各市町等、関連各機関からの情報を集約し、意思決定と指示を行う災害対応拠点としての利用を念頭に、優れた耐震性・ディザスタリカバリ性能を備えている。設計上は、マグニチュード8の大地震が直下で発生することを想定し、地震動70カインでも全く問題ないとされている。また、建築資材として鉄骨には通常の1.1倍の強度を持つ高強度鋼を採用、骨材の厚みは最大55ミリメートルに達している。建物の転倒防止策として、地中連続壁を地下42.5mまで打設している。
電気や水道などのライフラインにはフェイルセーフ機構が採用されている。2ヶ所の異なる変電所から緊急受電設備を2回線敷設するとともに、無停電電源装置や発電機を備えている。給水系統も二重化され、さらに単独給水設備の井戸が掘られている。建物内には災害時のエネルギー供給用に10万リットルの重油（およそ3日分）を備蓄しており、災害時における職員の業務継続、および通信システムの無停止運用を可能にしている。
屋上には、警察、消防、防災など危機管理に関連する諸機関のアンテナが林立している。最上階の21階には展望フロアがあり、事前予約や受付なしに一般の見学が可能である。ただし、静岡県警察本部が入居しているため、一般的な展望台施設とは異なり、警察官が多数配備されている。それ以外のフロアはセキュリティ上の観点から完全公開はされていないが、危機管理センターなどは一般公開される場合もある。他の地方公共団体の職員や議員の視察など見学者も多いが、県外からの来訪者はその威容に驚くことがある。
また、原子力災害の発生時には静岡県浜岡原子力防災センター（オフサイトセンター）と連携して対応を行う。

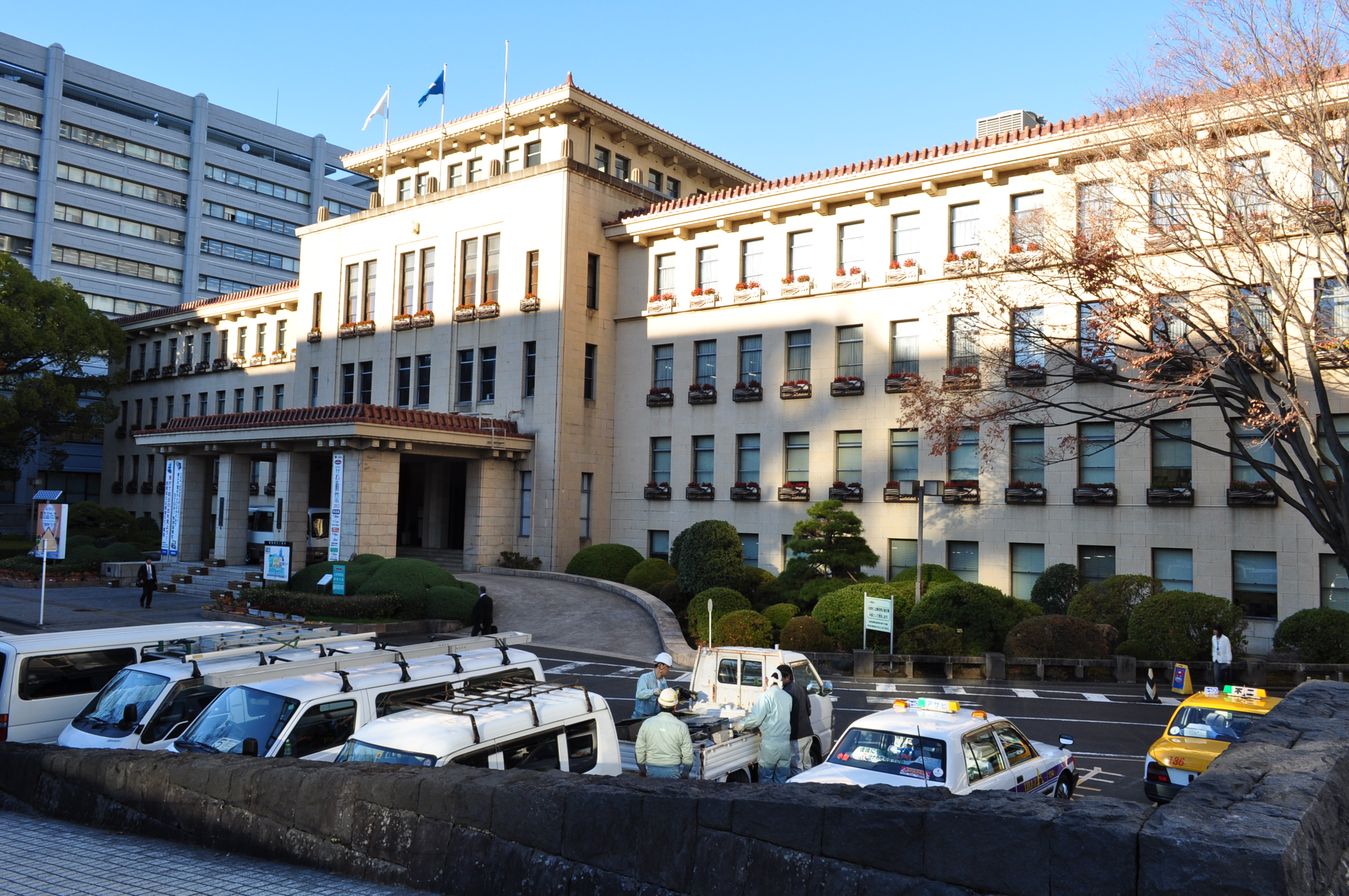
静岡県庁舎本庁舎全景（2013年12月10日撮影）
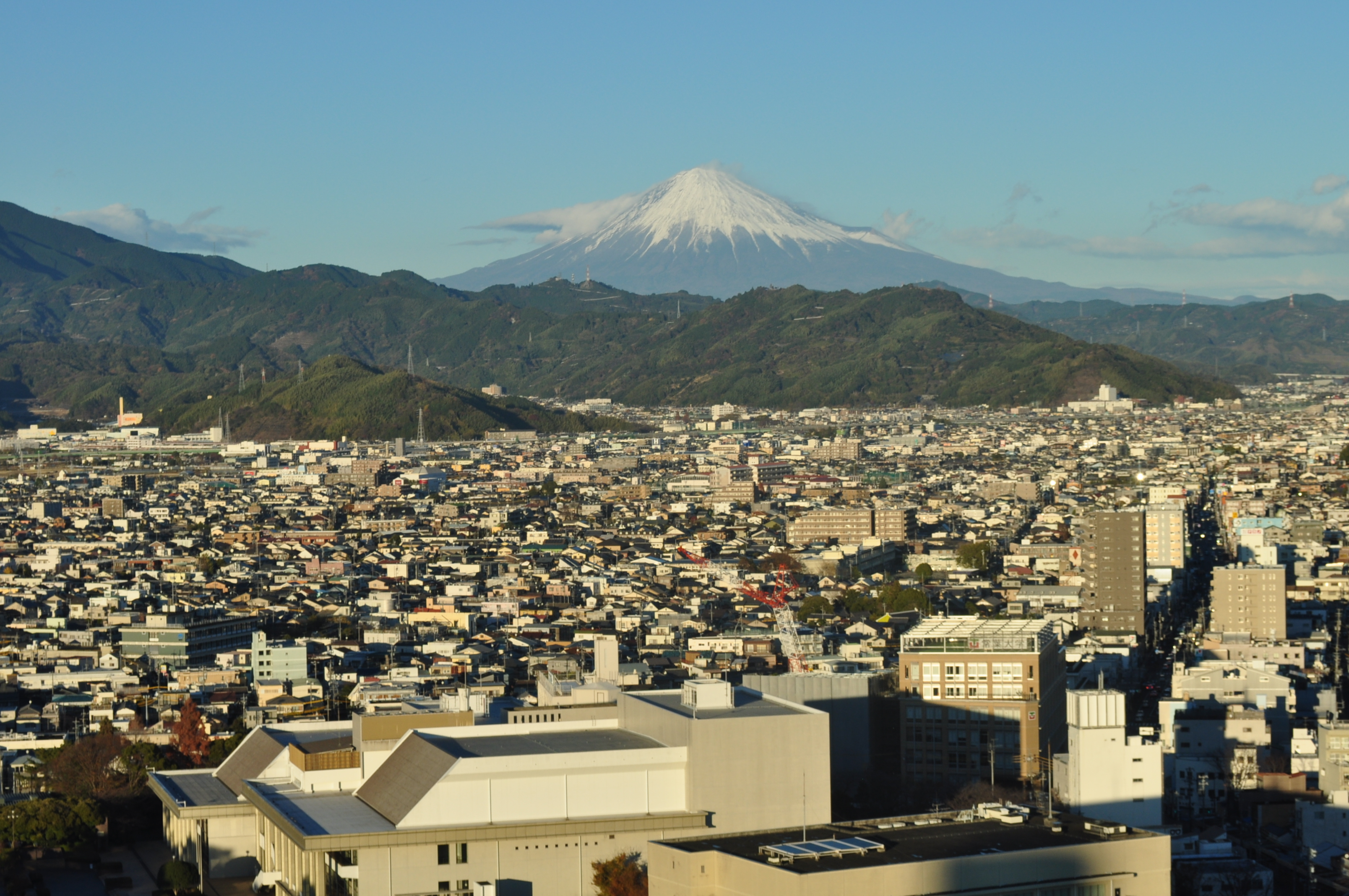
東館最上階から北東側を見る（2013年12月10日撮影）
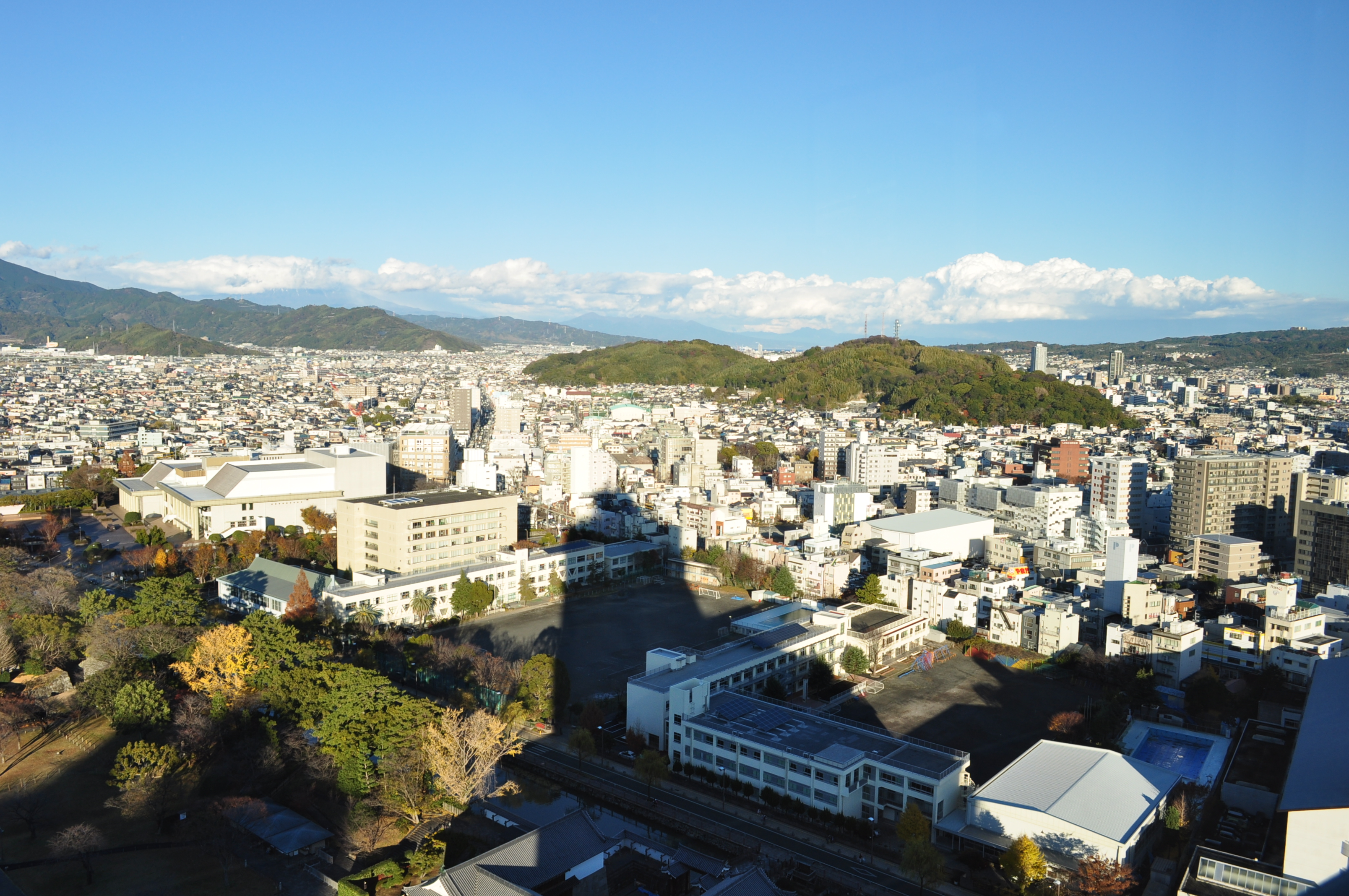
同左南東側を見る（2013年12月10日撮影）
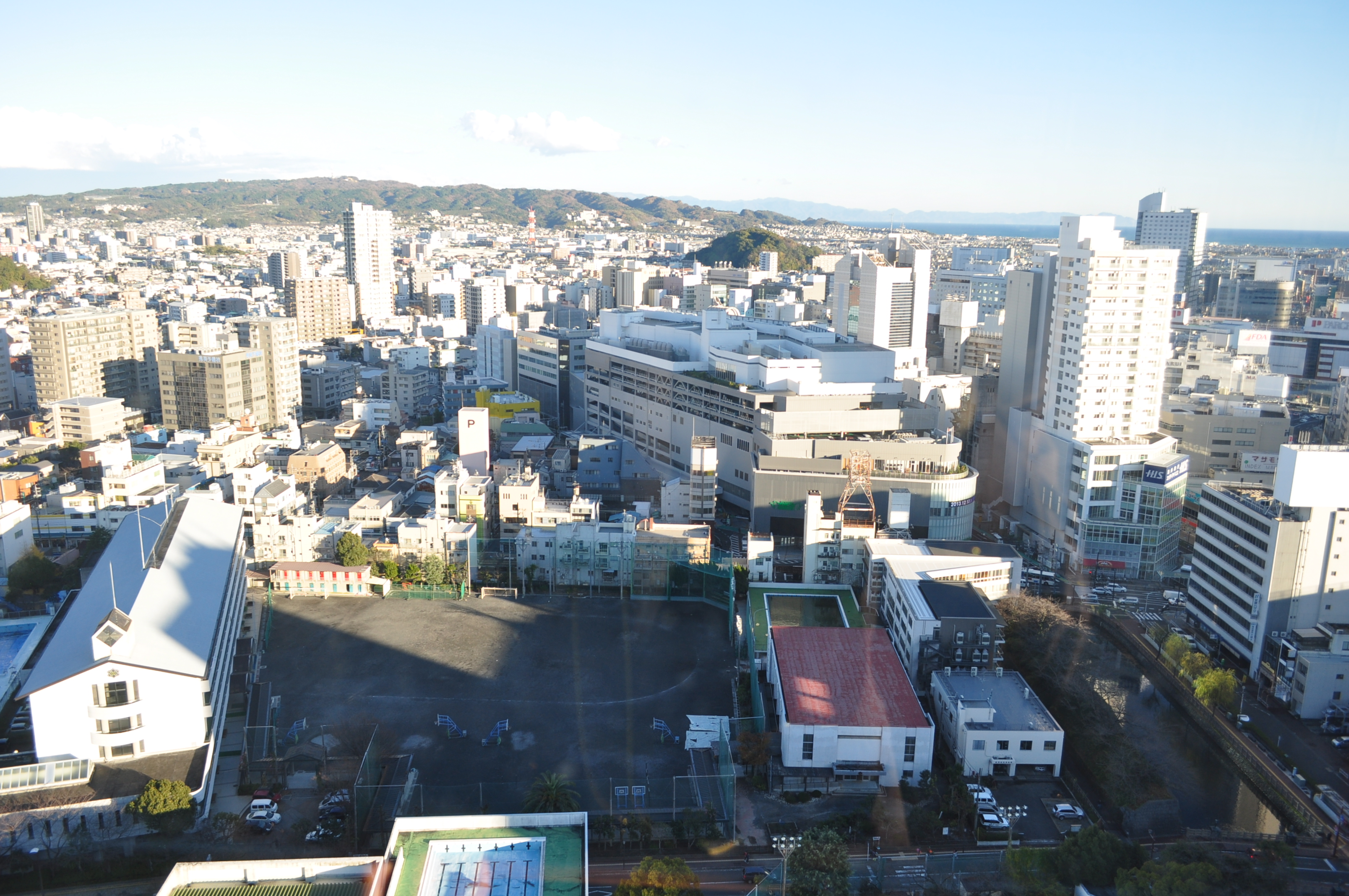
同左南側を見る（2013年12月10日撮影）
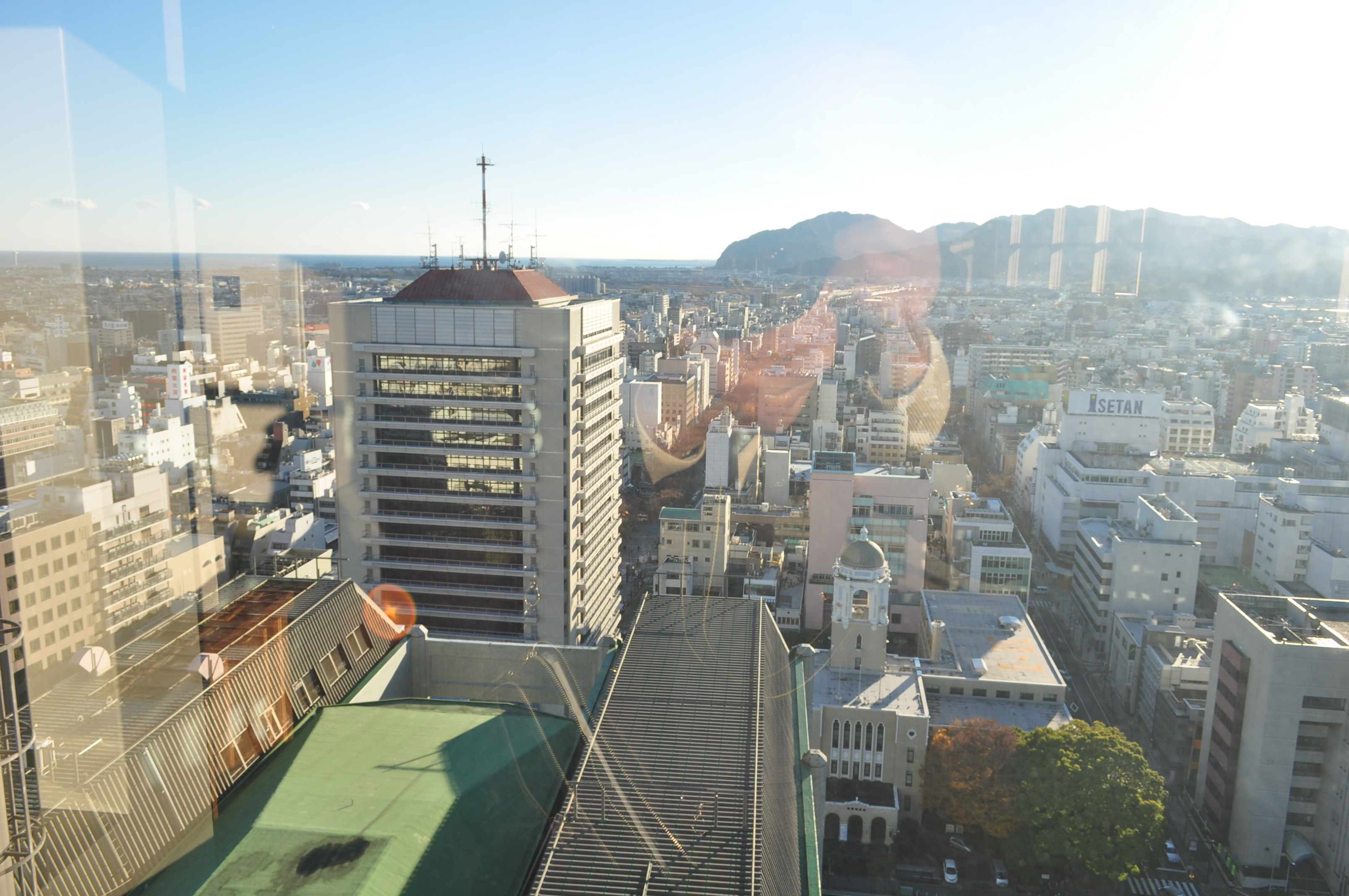
同左西側を見る（2013年12月10日撮影）
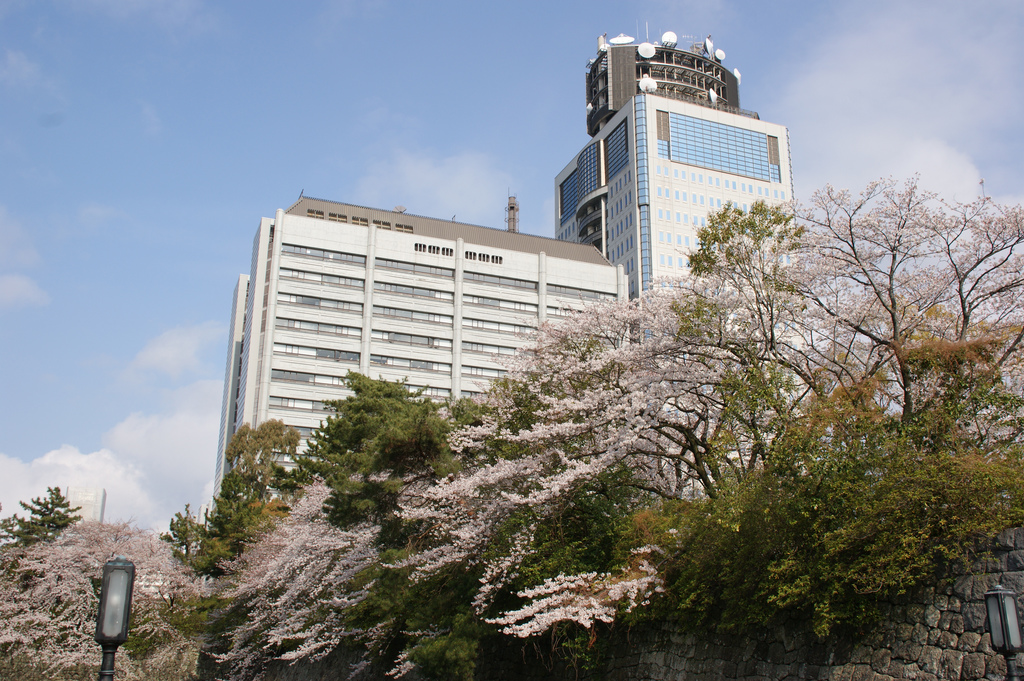
静岡県庁舎別館（奥右）、東館（奥左）、駿府城の石垣（手前）
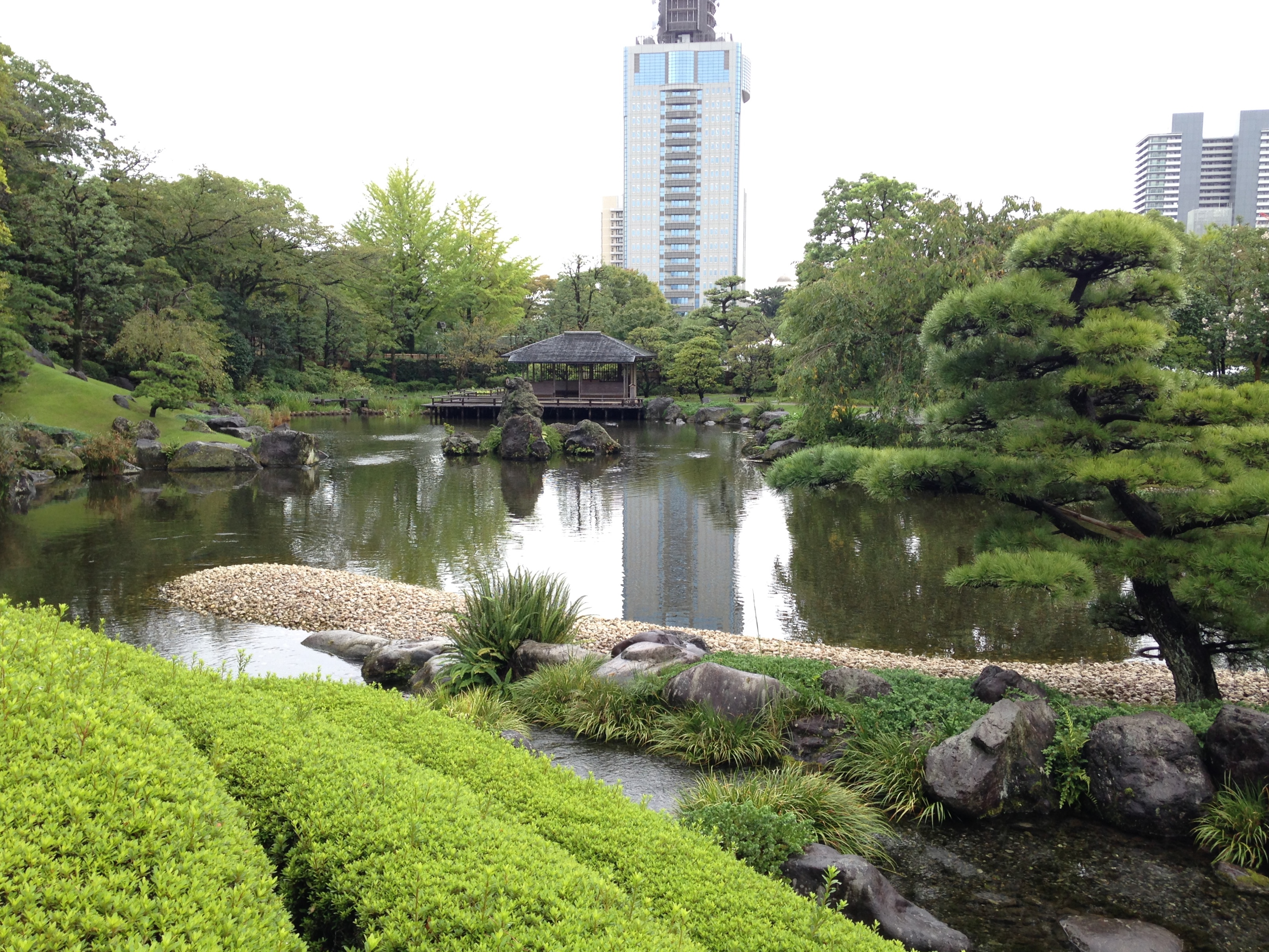
駿府城公園の紅葉山庭園より望む
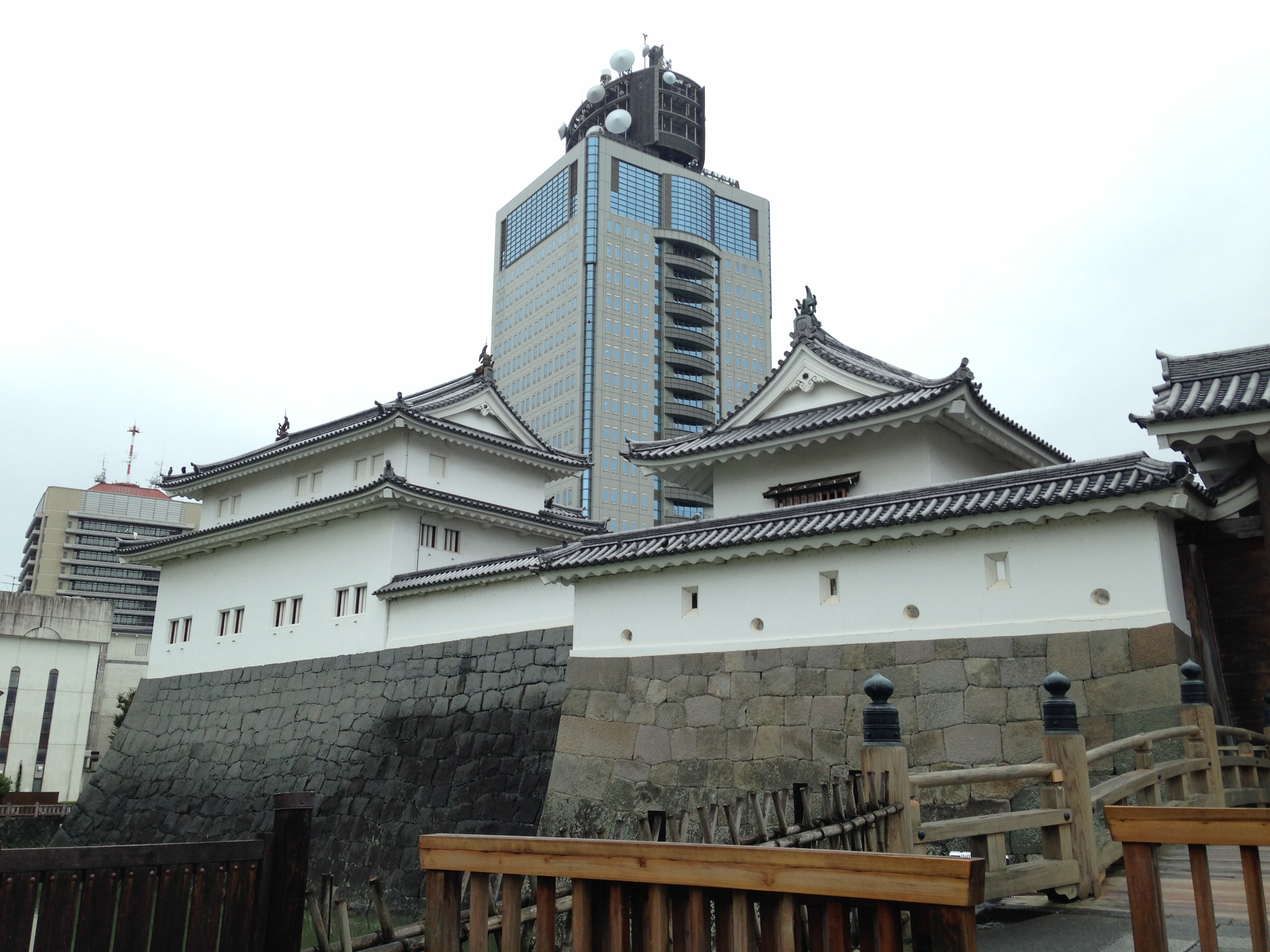
駿府城の東御門前より
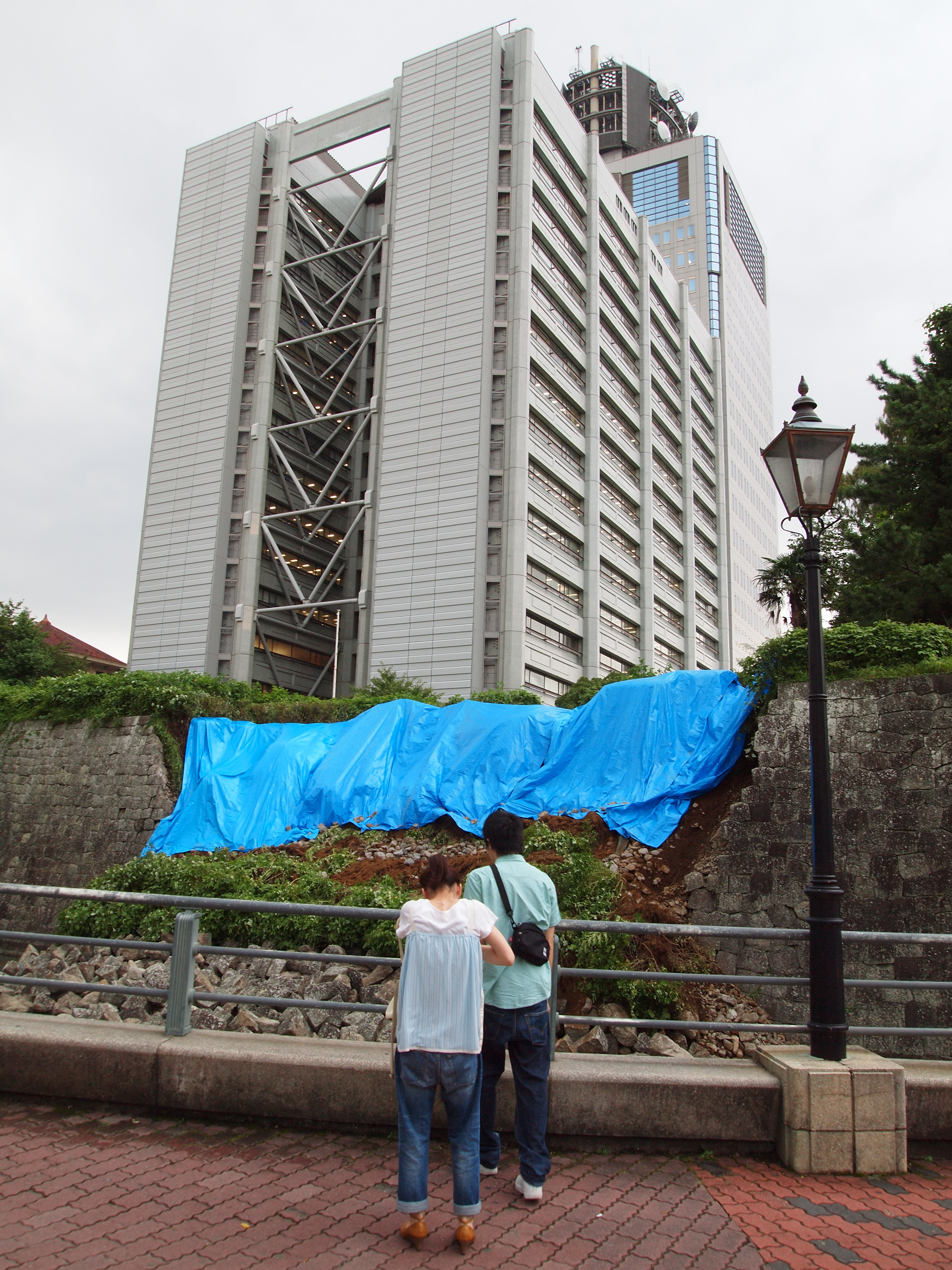
2009年の駿河湾地震により崩壊した駿府城の外堀（手前）と静岡県庁舎東館（奥中央）、静岡県庁舎別館（奥右）。駿府城では至るところで石垣が崩壊したが、隣接する静岡県庁舎別館に被害はなかった

## 沿革
- 1871年8月29日（明治4年7月14日）- 廃藩置県により静岡県発足[6]。旧城代屋敷（現在の静岡県静岡市葵区追手町４番付近）を県庁舎として使用を開始[6]。
- 1872年2月（明治5年1月）- 旧駿府町奉行所跡（現在の静岡市役所の位置・ 静岡県静岡市葵区追手町５番付近）に移転[6][7]。
- 1889年（明治22年）12月 - 現在の県庁本館の位置に移転[6]。
- 1890年（明治23年）9月 - 旧県庁跡地を静岡教会に売却[8]。
- 1937年（昭和12年）8月 - 庁舎建て替え。現在の県庁本館完成[6]。
- 1946年（昭和21年）6月17日：昭和天皇の戦後巡幸。県庁が天皇の行在所（宿泊所）となる[9]。
- 1947年（昭和22年）8月 - 安倍別館竣工[7]。
- 1950年（昭和25年）3月 - 別館竣工[7]。
- 1970年（昭和45年）6月 - 東館竣工[7]。
- 1974年（昭和49年）3月 - 西館竣工[7]。
- 1996年（平成8年）3月 - 別館改築。